# San Fernando (Trinidad och Tobago)

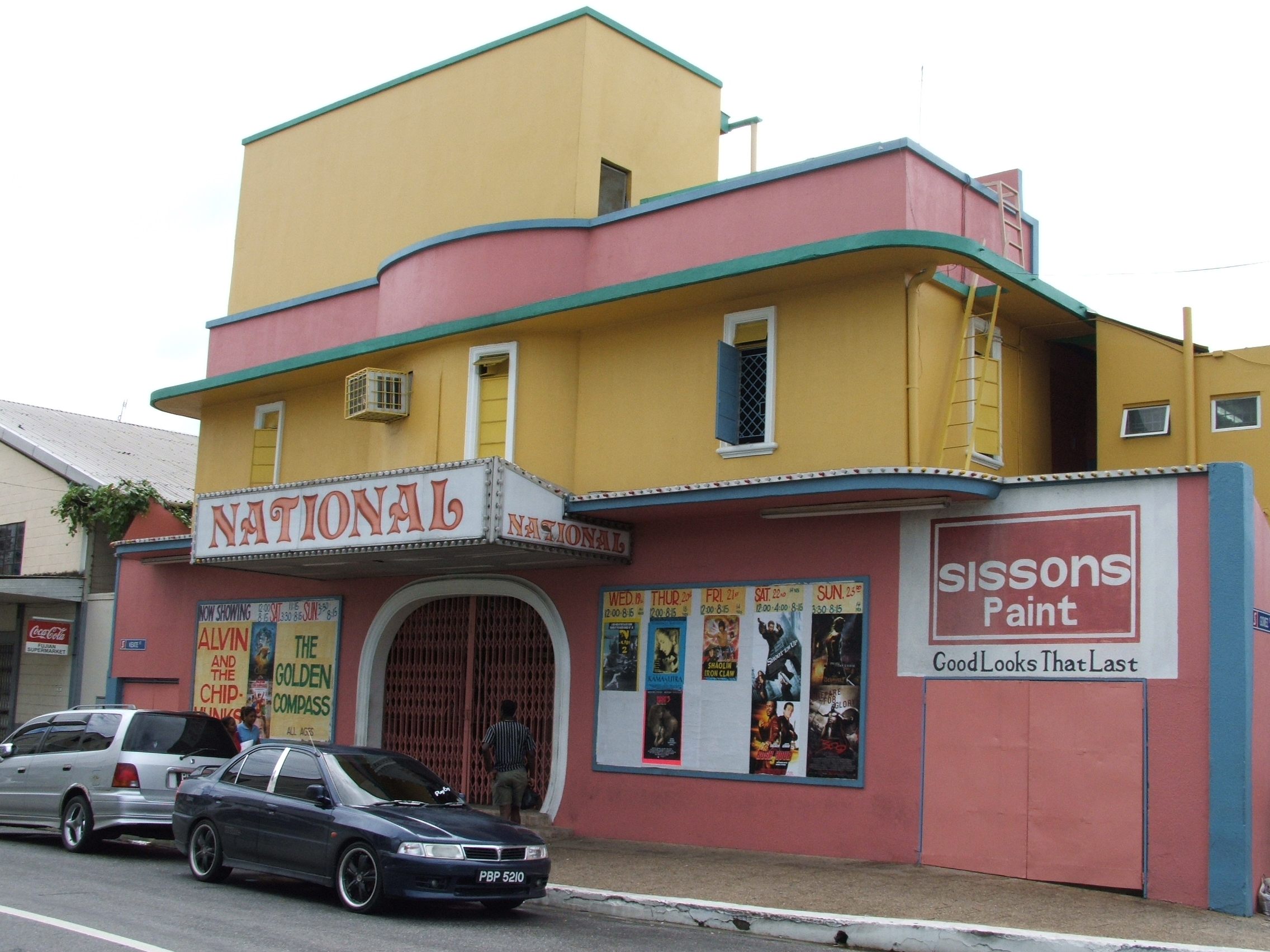
Biograf i San Fernando.

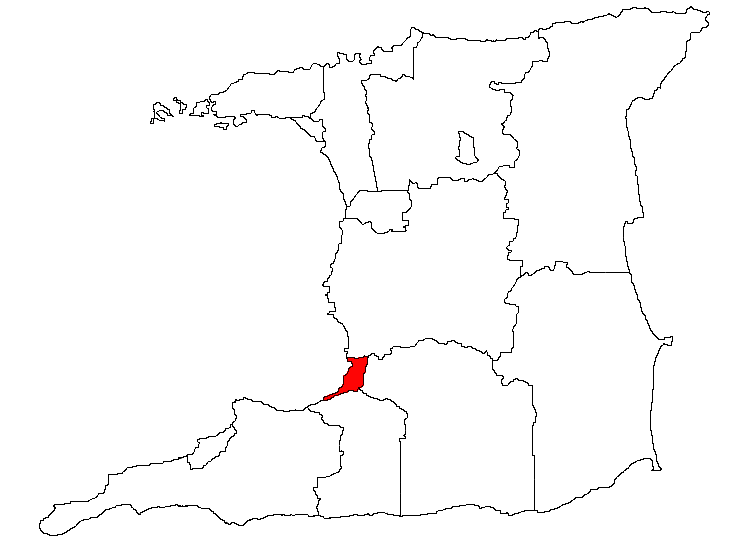
San Fernandos läge på Trinidad.

San Fernando är en stad på ön Trinidad, den näst största staden i Trinidad och Tobago, med 55 419 invånare (2000).
Sydväst om San Fernando ligger naturfenomenet La Brea asfaltsjö.

## Historia
Området kring San Fernando beboddes redan av landets urinvånare som kallade platsen för "Anaparima", som kan översättas till antingen "Ensam kulle" eller "Utan vatten". 1784 grundade spanjorerna byn med namnet San Fernando de Naparima. Med tiden kom de Naparima att försvinna ur namnet.
I slutet av 1700-talet anlades många sockerplantager och staden kom att dominera sockerproduktionen i landet. Utvecklingen fortsatte under 1800-talet då den tidens största sockerfabrik, Usine, Ste. Madeline, byggdes några mil öster om staden. Staden upplevde sedan en ny befolkningsboom i samband med kakaoindustrins utveckling.
Vatten har alltid varit en bristvara i området kring San Fernando och framförallt under torrperioderna. Först 1930 fick man bukt med problemet genom konstruerandet av Navet-dammen.
Mellan tiden för andra världskriget och 1980-talet spelade oljeraffinaderiet vid Pointe-à-Pierre (det största i Karibien) stor roll för stadens fortsatte utveckling. Vid den här tiden var det främst förorterna Marabella och Gasparillo som växte. Idag är Marabella och flera andra tidigare förorter, som Bel Air och Gulf View, sammanvuxna med city.

## Ekonomi
San Fernando kallas ofta för Trinidad och Tobagos industriella centrum. Besökare från södra Trinidad beger sig till staden för att shoppa men staden är väldigt beroende av oljefyndigheterna i närheten och raffinaderiet i Pointe-à-Pierre.